# Henry Le Bret
Pour les articles homonymes, voir Le Bret.
Henry Le Bret est un juriste, homme de lettres, historien et ecclésiastique français, né probablement à Paris en 1617 ou 1618, et mort à Montauban le 9 août 1710. Ami, dans son enfance et sa jeunesse, de Savinien de Cyrano de Bergerac, dont il publiera, deux ans après sa mort, l'Histoire comique des États et Empires de la Lune, il est soldat dans le régiment des Gardes-Françaises, puis avocat au conseil du roi. Entré dans les ordres après la mort de son ami, il devient le bras droit de Pierre de Bertier, évêque de Montauban, dans la reconquête catholique de ce bastion du protestantisme. Il publie, en 1668, une Histoire de la ville de Montauban.

## Biographie

### Origines et famille
Au début du XVIIe siècle, à la suite de grandes acquisitions réalisées par Louis Habert, trésorier de l'extraordinaire des guerres, seigneurs du Mesnil-Saint-Denis, un grand nombre de commerçants, ouvriers et domestiques viennent s'établir au Mesnil-Saint-Denis. Parmi le personnel du château, à la tête des cuisines, figure Nicolas Le Bret, qui jouit alors d'une certaine considération, car dans un baptême de 1609, au Mesnil-Saint-Denis, il représente un petit-fils de son maître, Henri Louis Habert de Montmor.
L'ancien monastère de Port-Royal abrite alors un prêtre, Jean Mallaquin, ancien curé de Mondeville, près de Corbeil ; il y remplit les fonctions d'aumônier et de procureur de l'abbaye depuis 1602. Ce dernier avait sans nul doute amené des membres de sa famille, car Nicolas Le Bret fait la connaissance de Marie Mallaquin et la demande en mariage. La demande acceptée, le mariage est célébré le 26 novembre 1611 dans l'église du Mesnil-Saint-Denis.
L'union est féconde, une première fille, Louise, naît le 25 avril 1614. Une autre jeune fille nommée Marie et un second fils Jacques, viennent compléter la famille, mais ils ne voient pas le jour au Mesnil. En 1617 ou 1618, Henry naît à Paris. En 1621, on enterre au Mesnil un de ses frères mort jeune.
Ses parents font alors de fréquentes absences depuis que Nicolas Le Bret est devenu écuyer de cuisine de la duchesse douairière de Guise. Marie Mallaquin, avait une sœur Jacquette qui remplissait les fonctions de femme de charge au château du Mesnil-Saint-Denis, auprès d'Anne Hue de la Brosse, épouse de Jean Habert de Montmor.

### Jeunesse et amitié avec Cyrano de Bergerac
Dès son jeune âge, Henry Le Bret fait la connaissance de Savinien de Cyrano, dont la famille, de noblesse récente, possède les fiefs de Mauvières et de Bergerac, à quelques lieues de là. Les enfants se lient d'amitié et font leurs premières études ensemble au Mesnil-Saint-Denis, de 1625 à 1631, où le curé Noël Bertault tenait les petites écoles.
Comme Cyrano de Bergerac, Henry Le Bret pour achever son instruction, rejoint le célèbre collège de Dormans-Beauvais, situé dans l'actuelle rue Jean-de-Beauvais, anciennement rue du Cols-Bruneau, dans le Ve arrondissement de Paris.

### Une brève carrière militaire
Vers 1639, Henry Le Bret entre en qualité de cadet dans la compagnie des Gardes françaises commandée par Alexandre Carbon de Biran de Castegeloux (Le Bret écrit : « monsieur de Carbon Castel jaloux ». C'est alors qu'il convainc Cyrano de prendre avec lui du service. De la carrière militaire des deux jeunes gens, on ignore tout, à part les deux blessures qu'y reçut Cyrano.

### L'homme de loi
À partir de ce moment, Henry Le Bret semble surtout s'être consacré à l'étude du droit et mène une carrière juridique, de 1641 à 1656. Il entrera au Conseil du roi et obtient le titre d'avocat au parlement. 
Parallèlement, il fréquente les salons parisiens et les "mercuriales" de Gilles Ménage. La préface qu'il écrira en 1657 pour l'édition des États et empire de la lune, de Cyrano, donne à connaître plusieurs des personnalités intellectuelles qu'il a alors côtoyées : l'historien Jean Royer de Prade, l'abbé de Michel de Marolles, le comte Louis-Henri de Loménie de Brienne, fils du ministre de Louis XIII, le physicien Jacques Rohault, Gilles Filleau des Billettes, le poète satirique François Payot de Lignières. 
Il nous laisse de cette période quelques pièces de vers publiées dans le recueil de Sercy et autres semblables ouvrages.

### La mort de Cyrano et l'entrée dans les ordres
Peu de temps après la mort de Cyrano de Bergerac, le 28 juillet 1655, Le Bret renonce au barreau pour entrer dans les ordres, se consacrant dès lors à la vie ecclésiastique. Il reçoit, sans doute en 1655, les ordres mineurs. En 1656, il devient l'homme de loi et le secrétaire de Pierre de Bertier, évêque de Montauban. Le 27 septembre 1656, celui-ci le nomme chanoine de la collégiale Saint-Étienne de Montauban pour l'avoir près de lui et le seconder dans sa lutte contre les protestants. 
Cela n'empêche pas le nouveau clerc de veiller sur les écrits de son défunt ami ; c'est ainsi qu'en mars 1657, il fait paraître chez le libraire Charles de Sercy, sous le titre d'Histoire comique des États et Empires de la Lune, une version expurgée du premier roman de Cyrano, qui circulait en manuscrit depuis 1650.
En 1657, pourvu d'un canonicat à la collégiale Saint-Étienne du Tescou, il est envoyé à la Cour pour faire connaître les désordres qui agitaient la ville de Montauban. Le 4 janvier 1658, il résigne la cure de Plessis-Feu-Aussoux, qu'il possédait au diocèse de Meaux, archiprêtré de Rosoy, en faveur de Jérôme de Pernes, prêtre au diocèse de Paris. La même année, bien qu'il soit encore sous-diacre, il est nommé curé de Canals.
Nommé chanoine du chapitre cathédral de Montauban le 9 avril 1659, à la place de Pierre-Louis d'Espagne, nommé archidiacre, il en deviendra très vite le prévôt en 1663. C'est à ce moment-là qu'il est ordonné prêtre. Devenu ainsi le personnage le plus important, après l'évêque, il se fera le champion de la Contre-Réforme. « Toutes les grandes affaires de l'histoire de Montauban de 1658 à 1690 ont été menées sous son initiative : … transfert de l'académie protestante, destruction de temple, fondation du séminaire, pose de la première pierre de la cathédrale ». Il œuvre avec Mgr Bertier à la réunion des chapitres de Saint-Martin et de Saint-Étienne qui est réalisé le 11 novembre 1666.
Il meurt le 9 août 1710 à l'âge de 91 ans. 
Il apparaît dans la pièce Cyrano de Bergerac d'Edmond Rostand.

## Publications
- Response à l'Advis sur l'églogue intitulée Christine, Paris, Charles de Sercy, 1655.
- [Henry Le Bret éditeur], Histoire comique par Monsieur de Cyrano Bergerac, contenant les Estats et empires de la Lune, Paris, Charles de Sercy, 1657.
- Histoire de la ville de Montauban, Montauban, Samuel Dubois, 1668, consultable en ligne.
- Abrégé de l'histoire universelle, Paris, Guillaume Desprez, 1679, consultable en ligne.
- Histoire de l'Ancien et du Nouveau Testament, avec leurs allégories et leurs morales, Paris, André Pralard, 1684, consultable en ligne.
- Diverses lettres de controverse, dans lesquelles la mission et la doctrine des auteurs de la Religion prétendue réformée est examinée succinctement, et littéralement condamnée par la sainte Écriture, par les conciles et par les Pères des premiers siècles de l’Église , Montauban, Samuel Dubois, 1684.
- Petit traité du sacrifice de la Messe, Montauban, 1686.
- Réflexions sur l'autorité qu'ont les rois, le princes, et les magistrats chrétiens de contraindre à l'Unité de la Foi, leurs sujets rebelles & opiniâtres, du propre aveu de Calvin, Montauban, Raymond Bro, 1687.
- Recueil de quelques discours et lettres écrites à des personnes studieuses sur différentes matières, Montauban, 1692.
- Recueil de quelques traités et lettres sur différents sujets, Montauban, 1695.
- Traduction d'un ancien manuscrit latin, contenant plusieurs choses curieuses touchant la province de Languedoc, Montauban, 1698, consultable en ligne.
- Divers traités de controverses, Montauban, François Descaussat, 1700, consultable en ligne.
- Troisième promenade de Tempé, ou Mémoire historique, tant de l'ancienne Gaule et de la France, que de la Généralité et Intendance de Montauban, Montauban, Raymond Bro, 1701.
- Quatrième promenade de Tempé, Montauban, 1701.
- Récit de ce qu'a esté et de ce qu'est présentement Montauban, Montauban, François Descaussat, 1701, consultable en ligne.
- Abrégé de l'histoire du royaume de Naples, Montauban, François Descaussat, 1702.
- Abrégé de l'histoire de la duché de Milan, Montauban, François Descaussat, 1702.
- Lettres diverses. Sans lieu ni date.